# Макаркино (Гірськомарійський район)
Мака́ркино (рос. Макаркино, марій. Макарсер) — присілок у складі Гірськомарійського району Марій Ел, Росія. Входить до складу Пайгусовського сільського поселення.

## Населення
Населення — 146 осіб (2010; 170 у 2002).
Національний склад (станом на 2002 рік):
- гірські марійці — 65 %
- марі — 34 %